# Десять кроків на Схід
«Десять кроків на Схід» — радянський чорно-білий шпигунський художній фільм 1960 року, знятий режисерами Хангельди Агахановим і Віктором Заком на кіностудії «Туркменфільм».

## Сюжет
За десять кроків від круглого стовпа в руїнах старої фортеці Кум-Басан-Кала заховані секретні повідомлення, які мають бути доставлені за кордон. За цими документами іноземна розвідка надсилає свого шпигуна. Про події, що сталися у старій фортеці, розповідає фільм.

## У ролях
- Артик Джаллиєв — Мурад Кулієв
- Аман Кульмамедов — професор Аман Пальванов (дублював В. Соловйов)
- Євген Марков — людина у білому костюмі (дублював Володимир Кенігсон)
- Фелікс Яворський — Малько Євген Григорович, «журналіст»
- Кулькіши Кульмурадов — Італмаз
- Юрій Соковнін — шофер, приятель Італмаза
- Дурди Сапаров — вершник Ягмур
- Михайло Федоров — Петя, шофер
- Майса Карлиєва — Майса
- Мурад Курбанкличев — Ашир
- Сарри Карриєв — Чари, залізничник
- Володимир Лепко — сусід по купе
- Сетдар Караджаєв — епізод
- В. Лавров — епізод
- М. Кочкаров — епізод

## Знімальна група
- Режисери — Хангельди Агаханов, Віктор Зак
- Сценаристи — Олександр Абрамов, Михайло Пісманник
- Оператор — Герман Лавров
- Композитори — Мікаел Тарівердієв, Велі Мухатов
- Художник — А. Нічус